# 九州国分
九州国分（きゅうしゅうくにわけ）は、豊臣秀吉による九州攻め（九州平定）ののちの天正15年（1587年）6月、豊臣政権によって行なわれた九州地方の大名の領土配分のことである。

## 概要

### 九州攻め以前の九州国分計画
天正13年（1585年）、四国攻めの結果、豊臣政権は毛利氏の小早川隆景を独立大名として伊予に封じた。また、島津氏が勢力を拡大し、九州平定を目前に控えており、孤立した劣勢の大友氏は豊臣氏を頼る形勢であった。
天正13年（1585年）10月2日、豊臣秀吉は大友・島津両氏に九州停戦令を発した。大友氏は停戦令をすぐに受諾したのに対し、島津氏は激論の末受諾を決定するとともに、鎌田政近を秀吉のもとへ派遣して、戦争は大友氏に対する防戦であると弁明させた。天正14年（1586年）3月7日、鎌田政近は大坂城において秀吉から肥後半国・豊前半国・筑後を大友へ返還し、肥前を毛利氏に与え、筑前は秀吉の所領とする国分案を提示された。これは島津氏が本領とする薩摩・大隅・日向半国に加え肥後半国・豊前半国を安堵する宥和的な処置であったが島津氏はこれに反発した。4月5日には救援を求めるため大坂城で秀吉に面会した大友義鎮（宗麟）も国分案を提示されているが、内容の詳細は伝わっていない。また、6月25日頃に比定される秀吉朱印状では毛利輝元宛で九州国分案が提示されており、それは、秀吉が毛利所領から備中・伯耆の一部と備後・伊予を召し上げ、代わって九州の豊前・筑前・筑後・肥後の4カ国を与えた上で九州取次に任命する内容となっている。

### 九州平定と南九州の国分

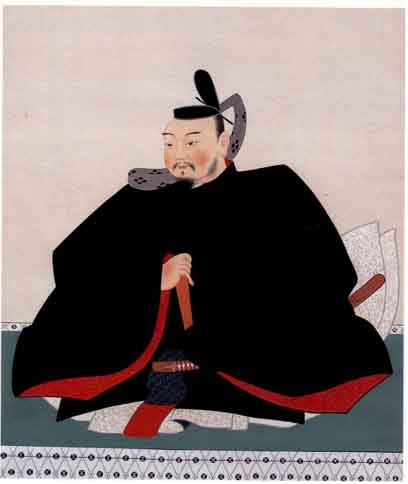
肥後の大半をあたえられた佐々成政

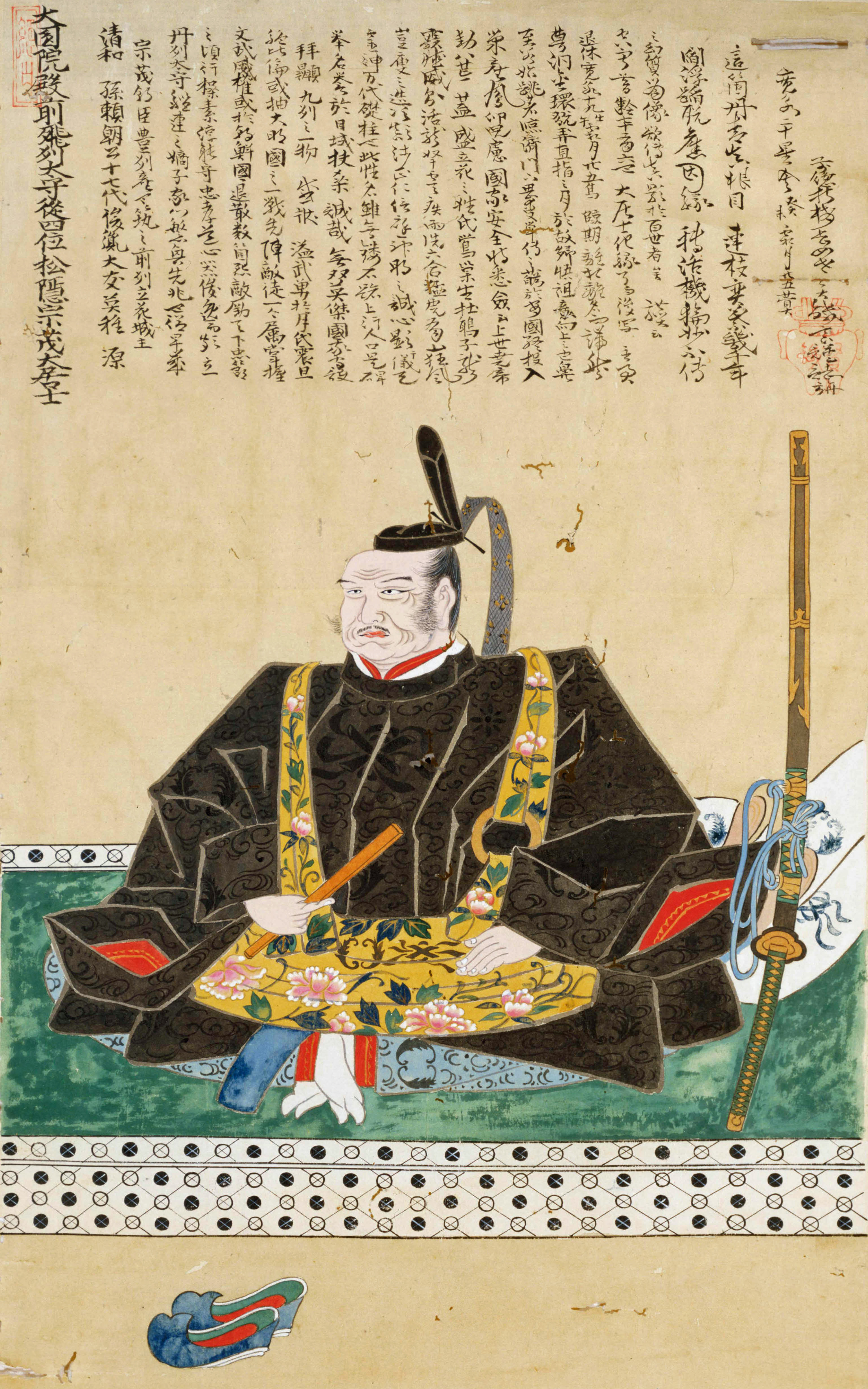
直臣大名として遇された立花統虎

天正14年（1586年）6月、島津氏は、島津氏に示された上記の国分案を拒否し、筑後・筑前にまで侵攻した。九州攻めのはじまりである。秀吉は「九州停戦令」に違反したとして、諸大名に島津氏の「征伐」を命令して中国地方・四国地方の大名を派遣したが、島津はこれらとも戦い、かえって豊後国をも占領した。
天正15年3月1日（西暦1587年4月8日）、秀吉が大坂城を出発、「やせ城どもの事は風に木の葉の散るごとくなすべく候」（黒田孝高あて朱印状）として自らも九州に出陣した。秀吉の大軍に対し、島津氏は日向国高城（宮崎県木城町）を前線として抗戦したが、根白坂で一戦したのみで完敗を呈したため、5月8日には島津義久が剃髪して降伏した。
一方豊後の大友義鎮は、4月の島津勢の撤退ののち疲労を訴えるようになり、日向一国を隠居料にという秀吉の提案を固辞し、そののち隠居地の豊後国津久見（大分県津久見市）で5月23日に死去した（同じころ、肥前の大村純忠も死去している）。長宗我部元親にも大隅一国を与えるとされたが元親も固辞した。
義久の弟島津歳久、同じく日向飯野城の城主島津義弘、家臣の新納忠元らは義久降伏後も抵抗を続けたが、豊臣方の石田三成と島津側の伊集院忠棟の間で調停が進み、義久の働きかけもあって講和が成立した。
5月25日（新暦6月30日）、秀吉は臣従した義久を「一命を捨てて走り入ってきたので赦免する」 として、義久には薩摩国を、義弘に対しては大隅国を安堵し、義弘の子島津久保に対しては日向国諸県郡のうち真幸院をあたえた。また、5月30日には佐々成政に肥後国一国を与えた。肥後の国人衆は、旧領安堵された上で成政の家臣団に編入することとした。

### 九州国分と新領主の入部
秀吉は同年6月7日（新暦7月12日）、薩摩からの帰途、筑前国箱崎（現在の福岡市東区）に陣を構え、かつては自治都市としての歴史をもつ貿易港博多（福岡市博多区）を直轄都市とした上で、唐入り（明遠征）の基地として筑前国に小早川氏を入封するなど北部九州も含めた九州地方の国分（くにわけ）を沙汰した。
それによれば、小早川隆景には筑前・筑後・肥前1郡の約37万石、黒田孝高（如水）には豊前国のうち6郡の約12万5,000石、立花統虎（宗茂）には筑後柳川城（福岡県柳川市）に13万2,000石、毛利勝信には豊前小倉（福岡県北九州市）約6万石をそれぞれ与えた。
宗麟の子大友義統には豊後一国が安堵された。龍造寺政家、純忠の子大村喜前、松浦鎮信は、それぞれ肥前国内の所領が、宗氏は対馬国が安堵された。また、大規模な蔵入地（豊臣氏直割領）も設定された。
4日後の6月11日には、石田三成・滝川雄利・小西行長・長束正家・山崎片家の5名を町割奉行に任じ、神屋宗湛や島井宗室ら町衆も動員して博多の復興を命じ、6月19日には長崎港での南蛮貿易独占のためバテレン追放令を出し、九州を「五畿内同前」の体制とすることとした（翌天正16年4月には教会領であった長崎を没収して直轄地にしている）。また、これに先だつ6月15日には、対馬（長崎県対馬市）の島主宗義調とその養嗣子宗義智に対し朝鮮国王を上洛させるための使者を派遣するよう命じた。西海道を平定した秀吉は東アジアを視野に入れた施策を次々と打ち出したわけである。
秀吉による九州国分の沙汰ののち、筑前・筑後などが与えられた小早川隆景は立花氏の居城であった名島城（福岡市東区）に入部した。豊前6郡を与えられた黒田孝高は中津城（大分県中津市）を本拠とした。なお孝高の今までの功績に対し石高が抑えられたのは、秀吉が密かに孝高の野心と軍事的才能を怖れたからとも言われる。筑後柳川の立花統虎は、大友氏から独立した直臣の大名として取り立てられることとなった。小早川隆景の養子であった小早川秀包は伊予国宇和郡大洲城3万5,000石の大名であったが、養父隆景より筑後国内に7万5,000石を与えられ、天正16年（1588年）、久留米城（福岡県久留米市）に入った。
島津家久の嫡子島津豊久には日向の都於郡（宮崎県西都市）と佐土原（同佐土原町）が安堵され、秀吉の九州平定以前に島津氏と同盟していた筑前の秋月種実は日向の櫛間（同串間市）・財部（同高鍋町）、種実二男高橋元種は縣（同延岡市）・宮崎（同宮崎市）へ移封された。古くから日向国に勢力を保ち続け、島津氏と対立し九州平定軍の先導役を務め上げた伊東祐兵には、日向の飫肥（同日南市）・曾井（同宮崎市）・清武（同清武町）が与えられた。ところが、島津久保に与えられた諸県郡真幸院について、秀吉が久保に充てた朱印状には「真幸院付一郡」、義弘宛に出された島津氏の所領の扱いについて書かれた覚書には「真幸郡」と記載されていたことから、その解釈を巡ってあくまでも久保に与えたのは真幸院のみとする国分の責任者である羽柴秀長と真幸郡が属する諸県郡全体であるとする島津氏との間で対立が勃発する。これに対して、島津氏は奏者である石田三成や取次毛利輝元の重臣でもある安国寺恵瓊と接触して事態の巻き返しを図り、翌年8月になって諸県郡真幸院・救仁院など1400町が島津義弘（久保ではなく）に安堵されることになった。
肥後は、上述のとおり佐々成政に与えられたが、現在の熊本県人吉市を中心とする人吉地方は、相良氏家臣深水長智の交渉努力によって相良頼房に安堵されることとなった。肥前では、鍋島直茂が主家龍造寺氏とは独立した大名として取り立てられ、長崎港をしばしば襲撃し、南蛮船からの通行料徴収を強行した俵石城主深堀純賢は、天正16年、海賊停止令違反として所領を没収された。

## 結果
国分によって既得権益を奪われた在地勢力の不満は国人一揆の形で現れた。早くも天正15年8月、検地を強行した佐々成政が、これに従わない隈部親永を攻撃したのに対し、親永に与力した国人・百姓が一揆を結び、成政の本拠隈本城（熊本県熊本市）を襲撃している（肥後国人一揆）。肥前国、豊前国においても同様の一揆が起こった。なお、肥後国人一揆の原因としては、一揆に参加した国人の中には島津氏と戦って所領の一部を失った者が多く、島津氏に奪われた旧領の回復を認めなかった国分自体への反発も指摘されている。
秀吉の九州制圧を祝って10月1日に京都で10日間にわたって開く予定であった北野大茶湯も、1日開催したのみで中止となったが、これは秀吉が肥後国人一揆の報を耳にしたからだと言われている。また佐々成政は肥後での失政をとがめられて肥後一国を取り上げられ、摂津国尼崎で切腹を命じられた。こののち肥後の北半部は加藤清正、南半部は小西行長に与えられた。
秋月種実の櫛間入部に際しては、在地の伊集院久治が不満を抱き、約半年にわたって櫛間城から退去せず、飫肥城の城代であった上原尚近（島津氏家臣）も伊東祐兵への城明け渡しを約1年にわたって拒むなどの違反事件も起こった。ただし、これらの違反については元々の発端は諸県郡問題を巡る駆け引きの一環であったものが、一揆的な性格を未だに保持して当主による家臣団統制が確立できていない島津家中では家臣達が当主（島津義久）や代行（島津義弘）の意向に従わず延々と抵抗を続けていたのではないかとする見方もある。
なお、日向国を巡る島津氏の問題を巡って、秀吉から「名代」「取次」として九州国分の責任者とされた羽柴秀長と「奏者」として島津氏と秀吉の間を取り持っていた石田三成の別々に行動をしていることから両者の間で対立があったのではないかとする説がある。更に秀吉の意向で「公儀」の一部権限を代行していた秀長と実務を掌握する三成らが別々に行動し、結果的に三成側の意見に従う形で秀吉・秀長が定めた「公儀」の方針を覆したことは、後の分権派と集権派（もしくは武断派と文治派）という豊臣政権内の派閥抗争の最初のきっかけになったとする見方もある。ただし、三成側は公式の話は秀長や福知長通にするように島津氏側に伝えていることから三成と秀長の間で何も話がなかったとは考えにくく、三成らの行動はあくまでも秀長が認めた権限の範疇内での行動に過ぎないとする反論もある。
秀吉は、抵抗する領主に対しては徹底的に成敗するよう配下に命じており、これは九州地方における戦国時代の終焉と近世的な新しい秩序の幕開けを意味していた。また、北部九州を中心に新たに豊臣系大名領が設けられ、大規模な蔵入地（直轄地）が九州各地に設けられたことは、この地方を「唐入り」の前進基地として位置づけることを念頭に置いており、単なる領土裁定の枠を超えるものであった。その一方、秀吉の天下統一事業において九州国分は西日本一帯の平定完了を意味しており、こののち東国の平定が豊臣政権の大きな課題として残された。